# Ambaville bâtard
Phylica nitida
Pour les articles homonymes, voir Ambaville (homonymie).
Espèce
Classification phylogénétique
L'ambaville bâtard (Phylica nitida) est une espèce de plantes à fleurs de la famille des Rhamnaceae. C'est un arbuste endémique des Mascareignes, présent en altitude à La Réunion et à Maurice.

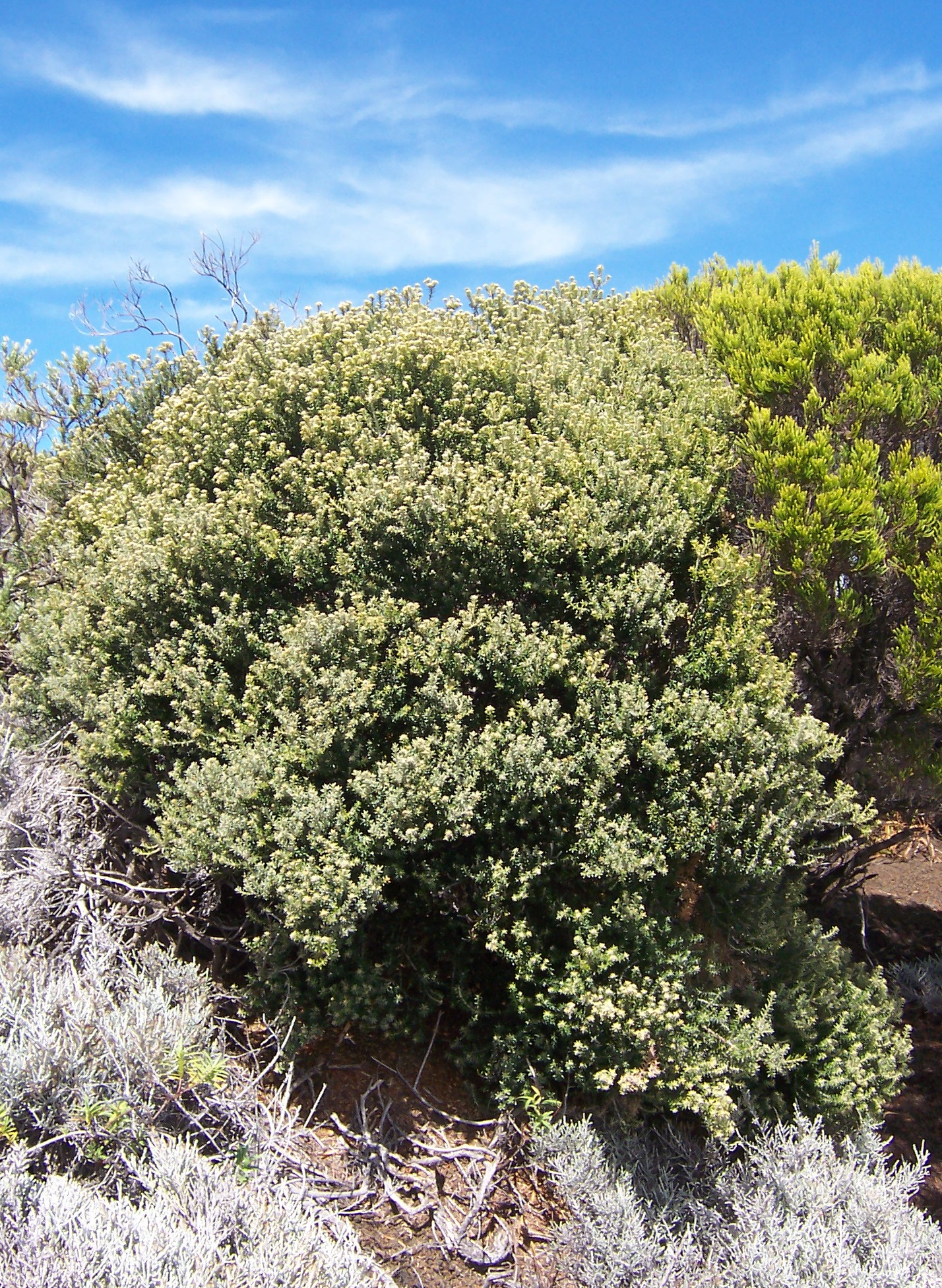
Buisson d'ambaville bâtard caractéristique des fourrés éricoïdes de montagne.

C'est l'une des plantes ligneuses constitutives à la Réunion des maquis montagnards appelés branles ou fourrés éricoïdes présents en altitude. L'arbuste peut atteindre au maximum 3 m de hauteur. Il y est connu sous divers autres noms vernaculaires comme feuille dure ou ambaville blanc, mais ce dernier nom prête à confusion car c'est aussi et d'abord celui de l'arbuste de la famille des Astéracées, Hubertia tomentosa.
À l'île Maurice, l'espèce Phylica nitida fait partie de la végétation des landes sur sols superficiels latéritiques de moyenne altitude. On l'appelle vulgairement bruyère collectivement avec d'autres espèces.
On a longtemps considéré les Phylica de l'île Amsterdam comme faisant également partie de l'espèce Phylica nitida. Il semble aujourd'hui qu'il soit plus juste de les rattacher à l'espèce Phylica arborea.

## Informations complémentaires
- Endémisme dans les Mascareignes.